# 沼津港駅
沼津港駅（ぬまづこうえき）は、かつて静岡県沼津市千本港町にあった貨物駅（廃駅）である。東海道本線の貨物支線（通称、沼津港線/蛇松線）の終着駅であった。

## 駅概要

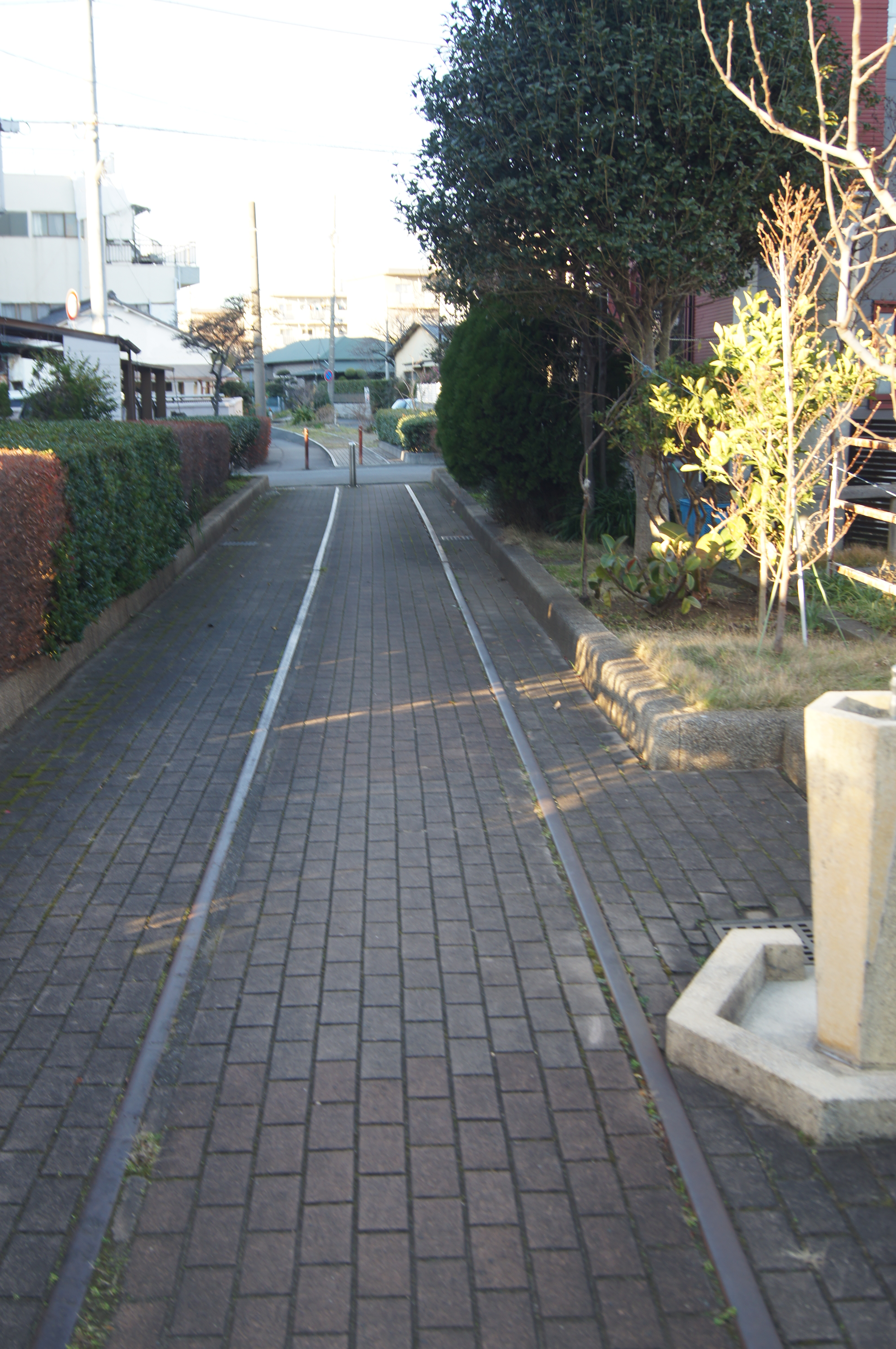
蛇松緑道（2015年12月）

1888年（明治21年）に東海道本線の建設資材を沼津港から陸揚げし輸送するために開設されたのが始まりである。当時は正式な駅ではなかったが、1899年（明治32年）に正式に駅として開業した。当初、狩野川の右岸（現・港大橋付近）に駅があったが、沼津港（現在の沼津港内港）の完成に伴い、1947年（昭和22年）に移転した。ただし、移転前の駅も引き続き構内側線として廃止時まで使用されていた。
貨物輸送は、構内側線が引かれていた沼津魚市場からの海産物の発送や、漁船の燃料輸送、木材輸送などがあった。しかしトラックが普及し、貨物輸送の多くがそれに切り替わったことにより輸送量が減少。1974年（昭和49年）に廃駅となった。
国道1号（現在の静岡県道380号富士清水線）と交差していたため、事故が多く廃止直前まで接触事故があった。事故防止の対策で踏切前で列車を止めていたともいう。

## 歴史
- 1888年（明治21年）：東海道本線建設資材運搬用の路線が当駅付近から沼津駅まで開業。
- 1899年（明治32年）6月15日：蛇松駅（じゃまつえき）として開業[1][2]。実マイル1M55C[2]。
- 1907年（明治40年）11月1日：哩程設定[2]。2.0 M=3.2 km[2]。
- 1947年（昭和22年）3月1日：移転[2]。営業キロ3.0 km[2]。同時に沼津港駅に改称[2][3]。
- 1974年（昭和49年）9月1日：廃止[2]。

## 駅周辺
- 沼津港 - 大型水門があり、その水門には「びゅうお」という愛称が付いている[4]。
- 沼津魚市場INO（）[5]
- 沼津みなとマリーナ[6]
- 港口公園[7]
- 沼津下河原郵便局
- 静岡県道159号沼津港線
- 港大橋通り
- 港大橋

## 廃線後
貨物支線跡の大部分は沼津市によって「蛇松緑道」という遊歩道として整備されている。蛇松緑道から分岐して川へ向かった終点には実物の二分の一サイズの蒸気機関車とレールが展示されていたが、現在は撤去され現存しない。

## 交通アクセス
- JR沼津駅南口より蛇松緑道（経路案内）まで徒歩約10分。

## 隣の駅
日本国有鉄道
東海道本線 貨物支線
沼津駅 - 沼津港駅